# 李明 (传教士)
路易·勒孔德（法語：Louis le Comte / Louis-Daniel Lecomte，1655年—1728年），漢名李明，字復初，法國人，耶穌會傳教士。1684年受法國國王路易十四派遣來華傳教，被授予「國王數學家」、法國科學院院士。1687年，張誠、洪若翰、白晉、劉應和李明五人到達中國。
直至1691年，李明才回到法國任耶穌會長老。其後李明在法國出版了《中國近事報道》和《論中國禮儀書》，向西方世界介紹東方的儒家思想並批評西方的堕落。《中國近事報道》把中國禮儀之爭推向高潮，引起法國教會間的激烈爭論。Sorbonne神學院在兩個月內開了二十多次會議對《中國近事報道》進行審查，160位神學家發表意見。

## 著作
- 《中國近事報道》(法語：Nouveau mémoire sur l'état présent de la Chine，英語：，巴黎，1696
- 《中國禮儀論》
- 《南京至廣州水道詳圖》